# John Pius Boland
John Mary Pius Boland (Dublín, Regne Unit de la Gran Bretanya i Irlanda, 16 de setembre de 1870 - Londres, Regne Unit, 17 de març de 1958) fou un polític nacionalista irlandès, membre del parlament en la Cambra dels Comuns del Regne Unit i membre del Partit Parlamentari Irlandès. També fou esportista britànic, guanyador de dues medalles olímpiques d'or en tennis.

## Biografia
Va néixer el 16 de setembre de 1870 a la ciutat de Dublín, fill de Patrick Boland (1840-1877) i Mary Donnelly. Va estudiar en dues escoles catòliques, una en irlandès i l'altre en anglès, sota la influència del sacerdot John Henry Newman. Es va graduar l'any 1892 en la London University. També va estudiar uns mesos a Bonn i a Oxford.
Es va casar amb Eileen Moloney l'any 1902, amb qui va tenir un fill i cinc filles.
Va morir a la seva residència de Londres (Regne Unit) el 17 de març de 1958, casualment el dia de Sant Patrici, patró d'Irlanda.

## Carrera política
El seu pare era un empresari que en aquells moments formava part del Regne Unit de la Gran Bretanya i Irlanda. Ben aviat es va interessar en la cultura irlandesa i es va dedicar a promocionar l'irlandès, especialment en la literatura, ja que hi havia una gran mancança de llibres per a la població nativa.
L'any 1900 fou escollit membre del Parlament Britànic per part del Partit Parlamentari Irlandès, un càrrec que ostentà fins al 1918. El 1908 fou membre de la comissió creada per fundar la Universitat Nacional d'Irlanda, i entre els anys 1926 i 1947 fou nomenat secretari general de la Catholic Truth Society, que es dedicava a imprimir i publicar literatura catòlica. Fou nomenat cavaller de Sant Gregori en reconeixement de la seva dedicació a l'educació.

## Carrera esportiva
Va participar, als 25 anys, en els Jocs Olímpics d'Estiu de 1896 realitzats a Atenes (Grècia) formant part de l'equip del Gran Bretanya i Irlanda, on es convertí en el primer campió olímpic de tennis en la competició individual masculina al vèncer en la final olímpica el grec Dioníssios Kàsdaglis per un doble 6-2. També participà en la competició de dobles masculins, fent parella amb l'alemany Friedrich Traun, que havia derrotat en primera ronda del torneig individual, i en nom de l'Equip Mixt aconseguí guanyar la medalla d'or al derrotar els grecs Dioníssios Kàsdaglis i Dimítrios Petrokókinos.

## Jocs Olímpics

### Individual
| Any  | Campionat                     | Oponent              | Resultat |
| ---- | ----------------------------- | -------------------- | -------- |
| 1896 | Jocs Olímpics, Atenes, Grècia | Dioníssios Kàsdaglis | 6−2, 6−2 |

### Dobles
| Any  | Campionat                     | Parella         | Oponents                                    | Resultat      |
| ---- | ----------------------------- | --------------- | ------------------------------------------- | ------------- |
| 1896 | Jocs Olímpics, Atenes, Grècia | Friedrich Traun | Dioníssios Kàsdaglis Dimítrios Petrokókinos | 5−7, 6−4, 6−1 |